# Mytilus platensis
El mejillón del Atlántico sur o mejillón patagónico (Mytilus platensis) es una especie de molusco bivalvo filtrador del género Mytilus de la familia Mytilidae. Habita las costas del océano Atlántico sudoccidental, presentándose desde el intermareal bajo hasta los 60 m de profundidad. Presenta poblaciones en el Uruguay, todas las costas de la Argentina, y al parecer también en la Patagonia chilena.

## Taxonomía
Este taxón fue descrito originalmente en el año 1846 por el naturalista, malacólogo y explorador francés Alcide d'Orbigny, asignado por él a la subespecie Mytilus edulis platensis. Posteriormente, en 2012, esta subespecie fue elevada a rango específico como M. platensis tras estudios filogenéticos de mejillones de Chile.
Etimología
Platensis refiere a 'del Plata', la región del Atlántico sudoccidental donde fue encontrada originalmente.